# Assedio di Tortona (1799)
L'assedio di Tortona è avvenuto nell'agosto del 1799, nel contesto della campagna italiana di Suvorov, durante la guerra della Seconda coalizione. 
La guarnigione francese, assediata dalle forze austro-russe, resistette per tre settimane prima di cedere. Dopo la fine della battaglia, le forze russe lasceranno il Piemonte in direzione della Svizzera.

## Contesto storico
Dopo la dichiarazione di guerra all' Austria da parte del Direttorio, la situazione militare volse rapidamente a favore della coalizione: con Napoleone ancora in Egitto assieme a molti dei migliori soldati e generali di Francia, le forze coalizzate ottennero vari successi contro gli eserciti repubblicani.

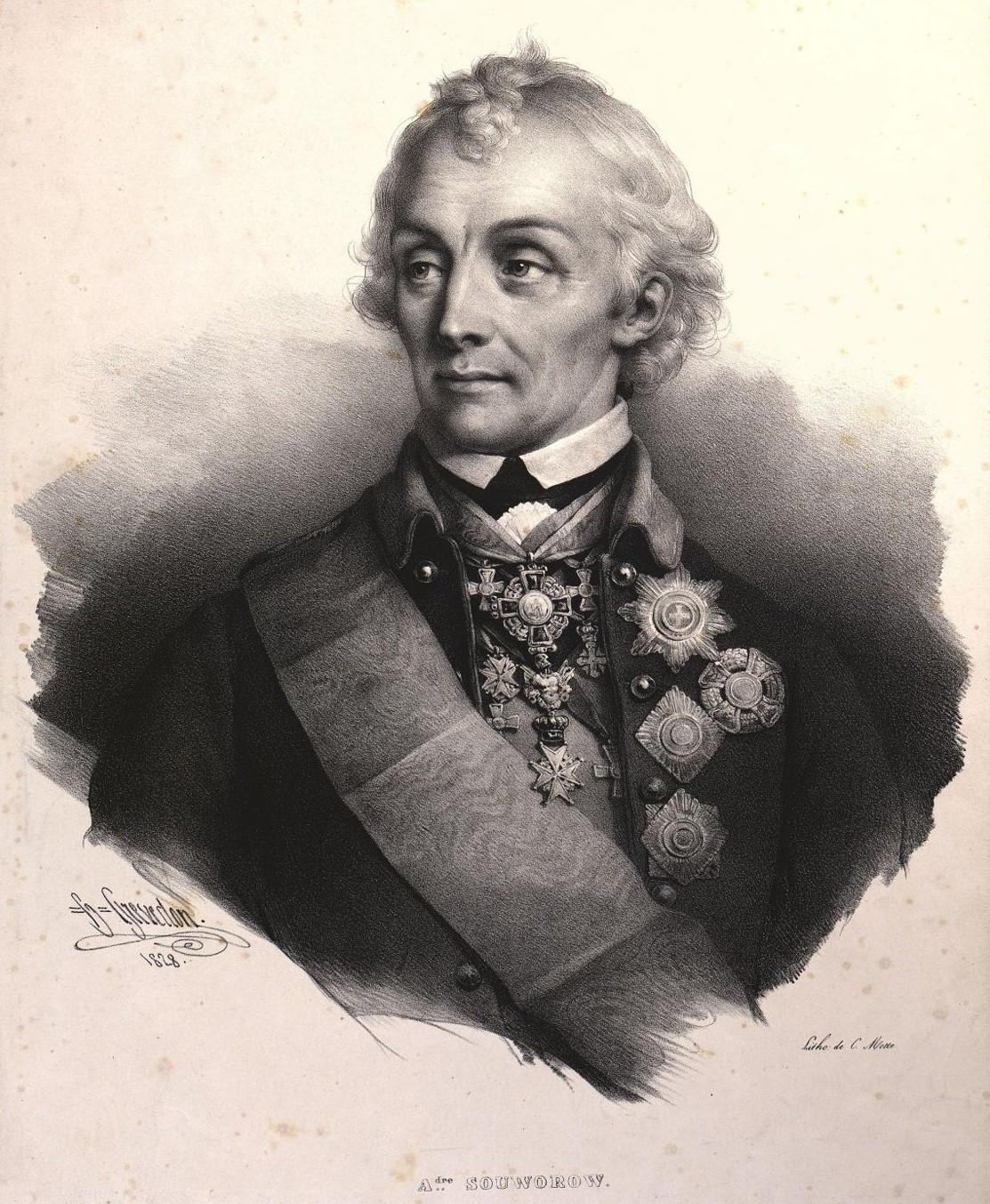
Il generalissimo Suvorov

In particolare, il fronte italiano fu fonte di grandi soddisfazioni per le potenze europee in lotta contro i francesi: il temibile ed esperto generale Suvorov piegò molteplici volte la resistenza posta dai repubblicani nel giro di pochi mesi. Prima sconfiggendo le forze dell'Armata d'Italia a Cassano d'Adda, costringendole ad abbandonare la Lombardia, e poi trionfando sull'Armata di Napoli sulla Trebbia, costringendoli a rimanere in attesa di rinforzi sulle montagne della Liguria.
Neutralizzato, almeno momentaneamente, il rischio di un pericoloso attacco francese, Suvorov si diede all'assedio di tutte le piazzeforti francesi rimaste in pianura Padana.

## Antefatti
Dopo gli scontri di Bassignana e Marengo, le forze austro-russe avevano messo gli occhi su Torino, divenuta quasi un simbolo dell'influenza e dell'occupazione francese dell'Italia. Rapidamente acquistato l'accesso alla città, i soldati di Suvorov si misero ad assediare la sua cittadella. Quasi in contemporanea con la battaglia della Trebbia, questa cadde.
Poco tempo dopo, sfruttando le risorse liberate dalla sconfitta di MacDonald, Kray diede avvio ad un pesante bombardamento delle mura di Mantova. La città era già stata sottoposta ad un blocco prolungato, ma l'assedio era stato ritardato prima per respingere i francesi di Moraeu e poi quelli di MacDonald. Mantova resistette per tre settimane alle decine di migliaia di palle lanciate contro le sue mura dai 600 cannoni di Kray. Con la propria cinta ridotta ad un cumulo di polvere e detriti, i francesi che la occupavano si arresero nella seconda metà di luglio.
Parallelamente a ciò, Suvorov indirizzò parte dei propri sforzi su Alessandria. La città era occupata da una guarnigione piuttosto consistente, circa 3 000 uomini, e rappresentava un punto chiave per un eventuale riconquista francese della pianura assieme a Tortona. Il generale Bellegarde fu incaricato di occuparsi dell'assedio mentre le forze francesi all'interno della cittadella erano guidate dal generale Gardanne. Così come per Mantova e Torino, la città non riuscì a resistere e dopo 26 giorni di assedio, il 22 luglio, la sua guarnigione si arrese.
Quindi l'ultima fortezza rimasta in mano francese sufficientemente vicina alla Lombardia ed in grado di rappresentare un ostacolo alle operazioni di Suvorov era proprio Tortona. Già in precedenza, prima la seconda battaglia di Marengo, la cittadella era stata sottoposta ad un blocco, sollevato dal generale Moreau solo per un breve lasso di tempo, prima del ritorno in forze di Suvorov.

## L'assedio

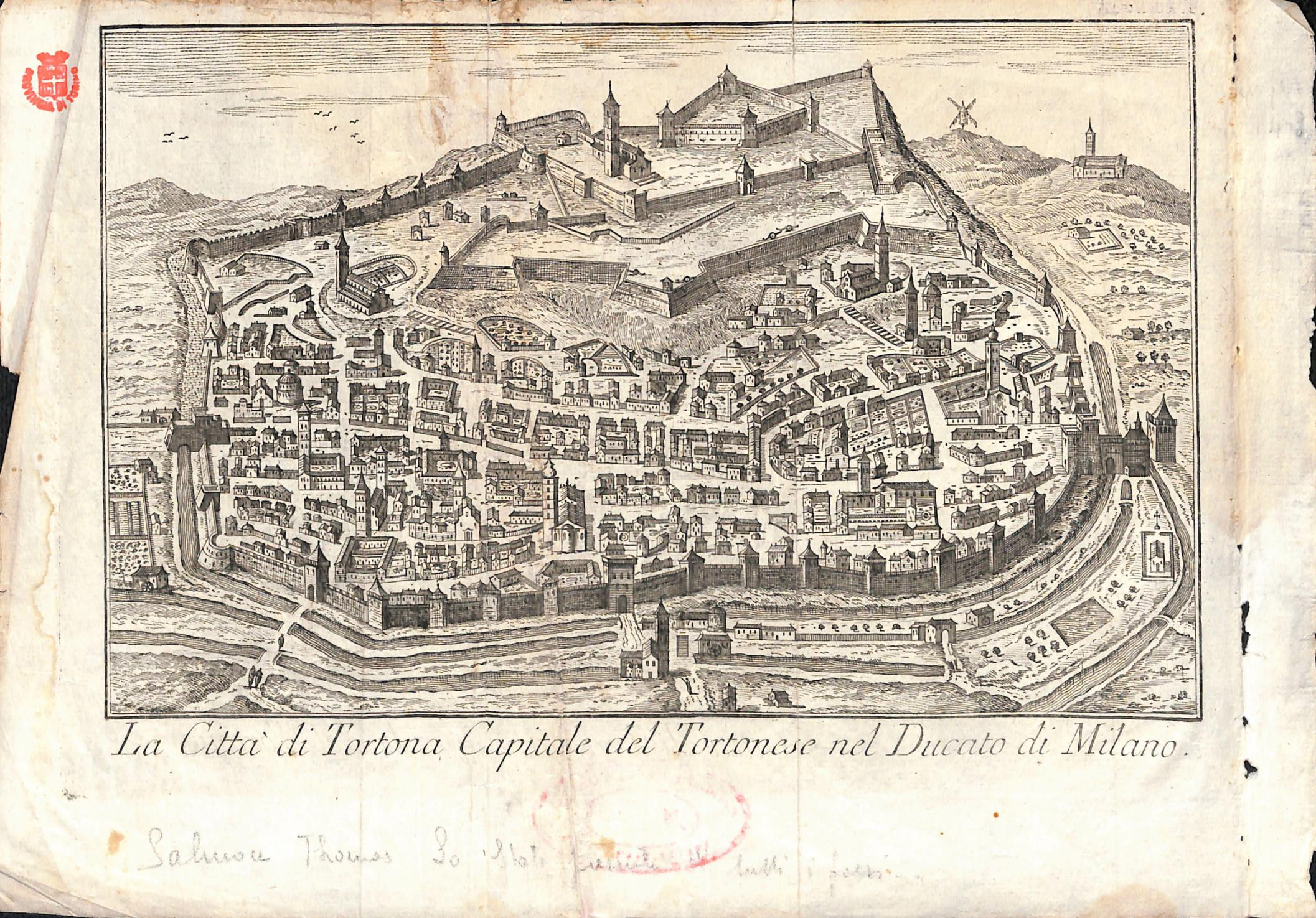
Tortona nel 1757

L'assedio ebbe inizio il 5 agosto e proseguì per tre settimane. Fu il conte Alcaini, un nobile veneziano al servizio dell'esercito austriaco, ad occuparsi delle forze coalizzate assieme a circa 3 000 uomini. I repubblicani, invece, erano comandati dal colonnello Gast erano 1 200.
Nei primi giorni di agosto fu completata la prima trincea di circumvallazione di Tortona, sotto la direzione dell'ingegnere Lopez, nonostante i francesi tentassero in ogni maniera di ostacolare il tranquillo svolgimento dei lavori di scavo. Il lavoro dei genieri austriaci, però si dimostrò ben poco efficace: vista la posizione della roccaforte, più che trincee era necessario l'utilizzo dell'artiglieria per prendere la città. In breve tempo, gli austriaci iniziarono i lavori per una seconda trincea, che prontamente riempirono di cannoni e di mortai, con i quali iniziarono a bersagliare la cittadella. Questo approccio ebbe un effetto decisamente maggiore, riuscendo a danneggiare in modo serio le mura della piazzaforte.

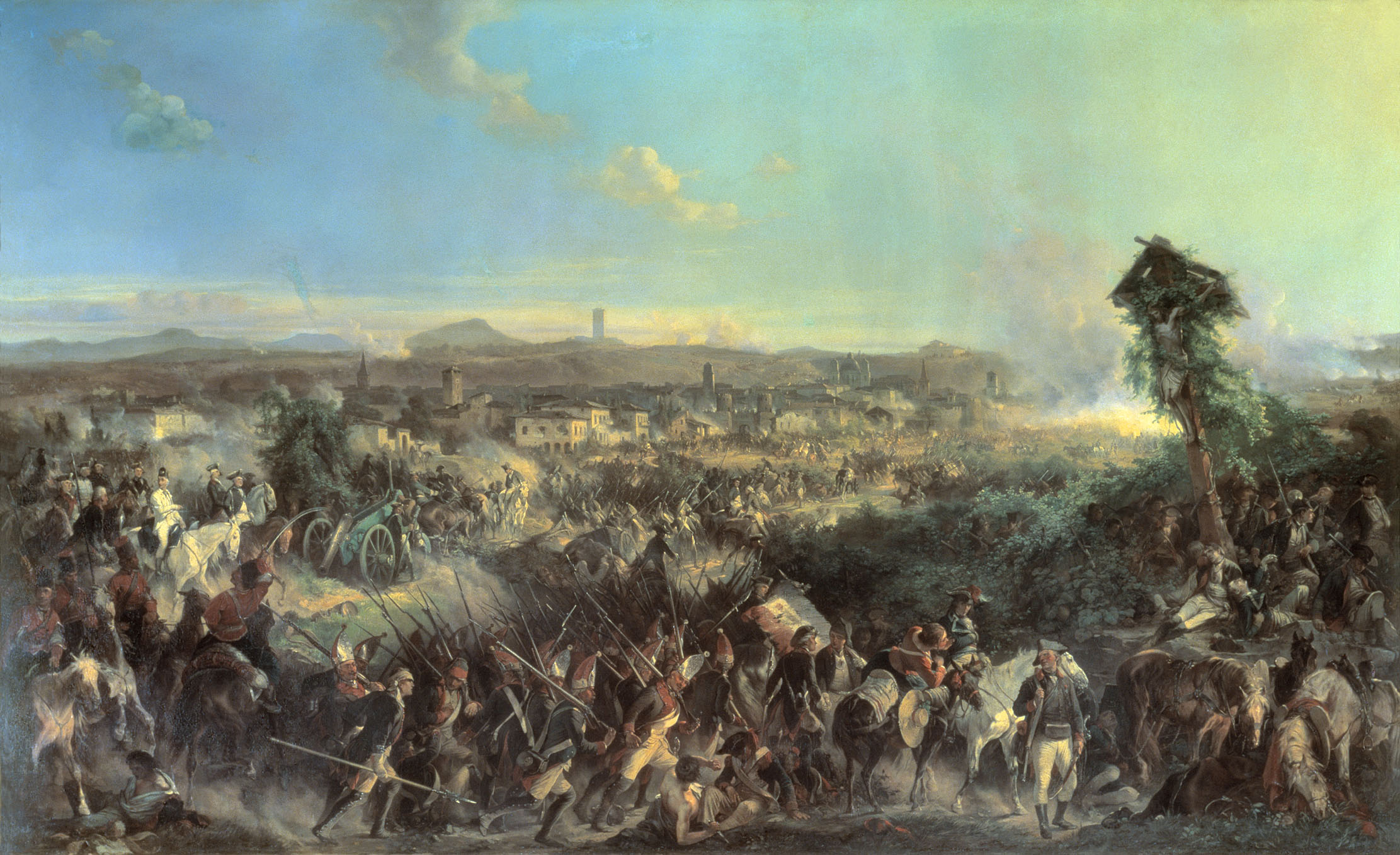
La battaglia di Novi

Mentre la città veniva posta sotto assedio, le forze francesi di Joubert avanzarono, scendendo dalle montagne e penetrando nei primi lembi della pianura piemontese. Era un punto cardine della loro strategia quello di liberare Tortona e sfruttarla per riprendere terreno in direzione della Lombardia. Purtroppo per loro, la caparbietà e la prodezza militare di Suvorov impedì loro di proseguire nei loro intenti: furono sconfitti a Novi e ricacciati per l'ennesima volta sulle Alpi.
Senza più speranza di ricevere aiuto dal corpo principale dell'esercito, Gast cominciò a credere di non poter mantenere la fortezza in possesso francese. Venne quindi ad un accordo con gli assalitori: i suoi uomini si sarebbero arresi spontaneamente se non avessero ricevuto alcun aiuto entro venti giorni. Il patto, stipulato il 22 agosto, fermò momentaneamente le ostilità. Alla scadenza pattuita, non avendo ricevuto notizia alcuna dell'arrivo di rinforzi, Gast e la guarnigione si arresero.

## Conseguenze
Come da consuetudine dell'epoca, alla guarnigione francese fu concesso l'onore delle armi. Nella cittadella, le forze austriache rinvennero 75 cannoni e numerose scorte. Dei 1 200 francesi inizialmente stanziati a Tortona, circa 1 100 erano ancora in condizioni di combattere quando lasciarono la città. Tra gli austriaci, le perdite furono trascurabili sebbene lo stesso Alcaini fosse caduto.
Ai soldati fu concesso di far ritorno in Francia, con l'obbligo di non combattere le forze alleate per quattro mesi. Buona parte della guarnigione proveniva da Peschiera, dove si era arresa stipulando questo stesso accordo. Sebbene passibili di gravi punizioni, questi uomini furono fatti andare via impuniti.
Immediatamente dopo la fine dell'assedio, le truppe di Suvorov furono inviate in Svizzera, a supporto dei russi di Korsakov. Quindi, il generale von Melas rimase unico padrone del nord Italia, mentre dai passi alpini iniziavano ad arrivare i primi uomini dell'Armata delle Alpi del generale Championnet. Per completare la presa delle città piemontesi mancava solo Cuneo, ancora in mano repubblicana: i due generali si batterono aspramente per il possesso della città tra ottobre e novembre.